# Bergholmen, Borgå
Bergholmen är en ö i Finland. Den ligger i Finska viken och i kommunen Borgå i den ekonomiska regionen  Borgå i landskapet Nyland, i den södra delen av landet. Ön ligger omkring 48 kilometer öster om Helsingfors. Bergholmen ligger 1 meter över havet.
Öns area är 2,4 hektar och dess största längd är 320 meter i sydöst-nordvästlig riktning. Närmaste större samhälle är Borgå, 14,1 km nordväst om Bergholmen.